# Slavonska nogometna zona 1960./61.
Slavonska nogometna zona je bila jedna od 4 zone Hrvatske lige, koja je zajedno s ligama iz ostalih republika predstavljala 3. rang u nogometnom prvenstvu SFRJ. Pobjednik Slavonske nogometne zone je igrao kvalifikacije za ulazak u 2. saveznu ligu Zapad, dok su iz lige klubovi bili relegirani u prvenstva općinskih nogometnih podsaveza (Osječki nogometni podsavez, Brodski nogometni podsavez i Vinkovački nogometni podsavez).
| Mj. | Klub                          | Sus. | Pobj. | Ner. | Por. | Gr.   | Bod. |
| --- | ----------------------------- | ---- | ----- | ---- | ---- | ----- | ---- |
| 1.  | NK Borovo                     | 22   | 15    | 5    | 2    | 71:33 | 35   |
| 2.  | NK Belišće                    | 22   | 14    | 3    | 4    | 53:32 | 31   |
| 3.  | FK Nafta Bosanski Brod        | 22   | 10    | 4    | 8    | 35:30 | 24   |
| 4.  | NK Željezničar Slavonski Brod | 22   | 8     | 6    | 8    | 43:45 | 22   |
| 5.  | BSK Slavonski Brod            | 22   | 7     | 7    | 8    | 35:36 | 21   |
| 6.  | NK Šparta Beli Manastir       | 22   | 9     | 3    | 10   | 34:38 | 21   |
| 7.  | NK Dinamo Vinkovci            | 22   | 6     | 9    | 7    | 28:38 | 21   |
| 8.  | SD Jedinstvo Slavonska Požega | 22   | 8     | 4    | 10   | 23:39 | 20   |
| 9.  | NK Metalac Osijek             | 22   | 8     | 3    | 11   | 32:39 | 19   |
| 10. | RNK Sloga Vukovar             | 22   | 7     | 4    | 11   | 38:43 | 18   |
| 11. | NK Graničar Županja           | 22   | 5     | 5    | 12   | 28:41 | 15   |
| 12. | NK Grafičar Osijek            | 22   | 7     | 1    | 14   | 34:52 | 15   |

## Kvalifikacije za Drugu saveznu ligu
Prvak Slavonske nogometne zone, NK Borovo je sudjelovalo u kvalifikacijama, odnosno A podgrupi zapadne grupe Druge savezne lige zajedno s GOŠK Dubrovnik, FK Sloga Doboj, NK Metalac Zadar i FK Rudar Kakanj.
1. runda (18. i 25. lipnja 1961.): 
GOŠK Dubrovnik – FK Sloga Doboj
2. runda (2. i 9. srpnja 1961.): 
FK Sloga Doboj – NK Metalac Zadar
NK Borovo – FK Rudar Kakanj
3. runda (16. i 23. srpnja 1961.): 
FK Sloga Doboj – NK Borovo
Plasman u 2. saveznu ligu Zapad je izborilo NK Borovo.